# نیگیده
نیگیده (به لاتین: Nigide) یک منطقهٔ مسکونی در جمهوری آذربایجان است که در جمهوری خودمختار نخجوان واقع شده‌است.